# Викторово (Глуховский район)
Викторово (укр. Вікторове) — село,
Уздицкий сельский совет,
Глуховский район,
Сумская область,
Украина.
Код КОАТУУ — 5921588302. Население по переписи 2001 года составляло 308 человек.

## Географическое положение
Село Викторово находится на правом берегу реки Эсмань,
выше по течению на расстоянии в 4 км расположено село Перемога,
ниже по течению на расстоянии в 2,5 км расположено село Мацково,
на противоположном берегу — село Баничи.
Около села большие отстойники.

## История
В селе Викторово была Рождество-Богородицкая церковь. Священнослужители Рождество-Богородицкой церкви:
- 1843 — священник Прокоп Радченко
- 1888 — наблюдающий священник Гордей Андриевский
- 1898 — священник Валентин Радченко
- 1912—1916 — священник Иван Васильевич, псаломщик Дмитрий Лисовский

## Достопримечательности
- Братская могила советских воинов.

## Известные люди
- Палажченко Алексей Евсеевич — поэт, родился в селе Викторово.